# Sar-Tasch
Sar-Tasch (kirgisisch Зар-Таш) ist ein Dorf in Kirgisistan mit – Stand 2021 – 915 Einwohnern.

## Geographie
Das Dorf liegt im Rajon Batken des Oblus Batken. Es ist der Landgemeinde Tört-Kül untergeordnet. Es liegt 32 Kilometer von Batken entfernt. Das Dorf liegt am linken Ufer des Flusses Soch, direkt östlich von Tschong-Gara. Am anderen Ufer befindet sich die usbekische Exklave Choʻn-Gʻara.

## Bevölkerung
| Jahr | Einwohner |
| ---- | --------- |
| 2002 | 597       |
| 2009 | 589       |
| 2021 | 915       |